# Interleukina 31
Interleukina 31 (IL-31) – białko kodowane u ludzi przez gen IL31 (locus 12q24.31).

## Funkcje
IL-31 jest cytokiną, w strukturze której występuje motyw pęczka czterech helis. Jest produkowana przez limfocyty Th2. IL-31 należy do rodziny interleukiny 6, co wiąże się z podobieństwami strukturalnymi. IL-31 dokonuje transdukcji sygnału poprzez kompleks receptora złożony z receptora A dla interleukiny 31 (IL31RA) i receptora onkostatyny M. Ekspresja podjednostek tego receptora jest obserwowana na aktywowanych monocytach i niestymulowanych komórkach nabłonka.

## Znaczenie kliniczne
Uważa się, że IL-31 odgrywa rolę w rozwoju zapalenia skóry.